# Dendrochilum croceum
Dendrochilum croceum là một loài thực vật có hoa trong họ Lan. Loài này được H.A.Pedersen mô tả khoa học đầu tiên năm 2005.